# ISO 3166-2:BJ
ISO 3166-2:BJ é o subconjunto de códigos definidos em ISO 3166-2, parte do padrão ISO 3166 publicado pela Organização Internacional para Padronização (ISO), para os nomes das principais subdivisões de Benim.
Os códigos cobrem 12 departamentos. Cada código é composto de duas partes, separadas por um hífen. A primeira parte é BJ, o código ISO 3166-1 alfa-2 do Benim, e a segunda parte é um subcódigo dois-letras.

## Códigos atuais
Códigos ISO 3166 e os nomes das subdivisões estão listados como publicado pela Agência de Manutenção (ISO 3166/MA). As colunas podem ser classificadas clicando nos respectivos botões.
| Code  | Department name |
| ----- | --------------- |
| BJ-AL | Alibori         |
| BJ-AK | Atakora         |
| BJ-AQ | Atlantique      |
| BJ-BO | Borgou          |
| BJ-CO | Collines        |
| BJ-DO | Donga           |
| BJ-KO | Kouffo          |
| BJ-LI | Littoral        |
| BJ-MO | Mono            |
| BJ-OU | Ouémé           |
| BJ-PL | Plateau         |
| BJ-ZO | Zou             |

## Mudanças
As seguintes alterações à norma ISO 3166-2: BJ tem sido anunciadas em boletins pela ISO 3166/MA desde a primeira publicação da norma ISO 3166-2, em 1998:
| Boletim | Publicação data | Descrição da mudança                                                                       |
| ------- | --------------- | ------------------------------------------------------------------------------------------ |
| I-2     | 2002-05-21      | Novo layout subdivisão: 12 departamentos. Seis com nomes anteriores e seis com novos nomes |

No Boletim I-2, um novo layout subdivisão foi introduzida, que acrescentou seis departamentos: Alibori, Collines, Donga, Kouffo, Littoral, e Plateau.